# العلاقات الجامايكية الفنزويلية
العلاقات الجامايكية الفنزويلية هي العلاقات الثنائية التي تجمع بين جامايكا وفنزويلا.

## مقارنة بين البلدين
هذه مقارنة عامة ومرجعية للدولتين:
| وجه المقارنة                                              | جامايكا       | فنزويلا                                  |
| --------------------------------------------------------- | ------------- | ---------------------------------------- |
| المساحة (كم2)                                             | 10.99 ألف     | 916.45 ألف                               |
| عدد السكان (نسمة)                                         | 2.95 مليون    | 28.87 مليون                              |
| الكثافة السكانية (ن./كم²)                                 | 268.43        | 31.5                                     |
| العاصمة                                                   | كينغستون      | كاراكاس                                  |
| اللغة الرسمية                                             | لغة إنجليزية  | اللغة الإسبانية، لغة الإشارة الفنزويلية ‏ |
| العملة                                                    | دولار جامايكي | بوليفار فنزويلي                          |
| الناتج المحلي الإجمالي (بليون دولار)                      | 14.77 مليار   | 482.36 مليار                             |
| الناتج المحلي الإجمالي (تعادل القوة الشرائية) بليون دولار | 24.79 مليار   |                                          |
| الناتج المحلي الإجمالي الاسمي للفرد دولار أمريكي          | 5.23 ألف      |                                          |
| الناتج المحلي الإجمالي للفرد دولار أمريكي                 | 8.88 ألف      |                                          |
| مؤشر التنمية البشرية                                      | 0.719         | 0.762                                    |
| رمز المكالمات الدولي                                      | +1876         | +58                                      |
| رمز الإنترنت                                              | .jm           | .ve                                      |
| المنطقة الزمنية                                           | 00            | 00                                       |

## منظمات دولية مشتركة
يشترك البلدان في عضوية مجموعة من المنظمات الدولية، منها:
| علم المنظمة | اسم المنظمة                                                          | تاريخ انضمام جامايكا | تاريخ انضمام فنزويلا |
| ----------- | -------------------------------------------------------------------- | -------------------- | -------------------- |
|             | يونسكو                                                               | 7 نوفمبر 1962        | 25 نوفمبر 1946       |
|             | وكالة ضمان الاستثمار متعدد الأطراف                                   | 12 أبريل 1988        | 9 مايو 1994          |
|             | الأمم المتحدة                                                        | 18 سبتمبر 1962       | 15 نوفمبر 1945       |
|             | وكالة حظر الأسلحة النووية في أمريكا اللاتينية ومنطقة البحر الكاريبي ‏ | ?                    | ?                    |
|             | الاتحاد البريدي العالمي                                              | ?                    | ?                    |
|             | البنك الدولي للإنشاء والتعمير                                        | 21 فبراير 1963       | 30 ديسمبر 1946       |
|             | المنظمة الهيدروغرافية الدولية                                        | ?                    | ?                    |
|             | بنك التنمية الكاريبي ‏                                                | ?                    | ?                    |
|             | الاتحاد الدولي للاتصالات                                             | 18 فبراير 1963       | 13 أغسطس 1920        |
|             | منظمة حظر الأسلحة الكيميائية                                         | ?                    | ?                    |
|             | مؤسسة التمويل الدولية                                                | 31 مارس 1964         | 28 ديسمبر 1956       |
|             | منظمة التجارة العالمية                                               | ?                    | ?                    |
|             | منظمة الشرطة الجنائية الدولية                                        | ?                    | ?                    |

## وصلات خارجية
- موقع وزارة الخارجية الجامايكية
- موقع وزارة الخارجية الفنزويلية